# Voodoo Glow Skulls

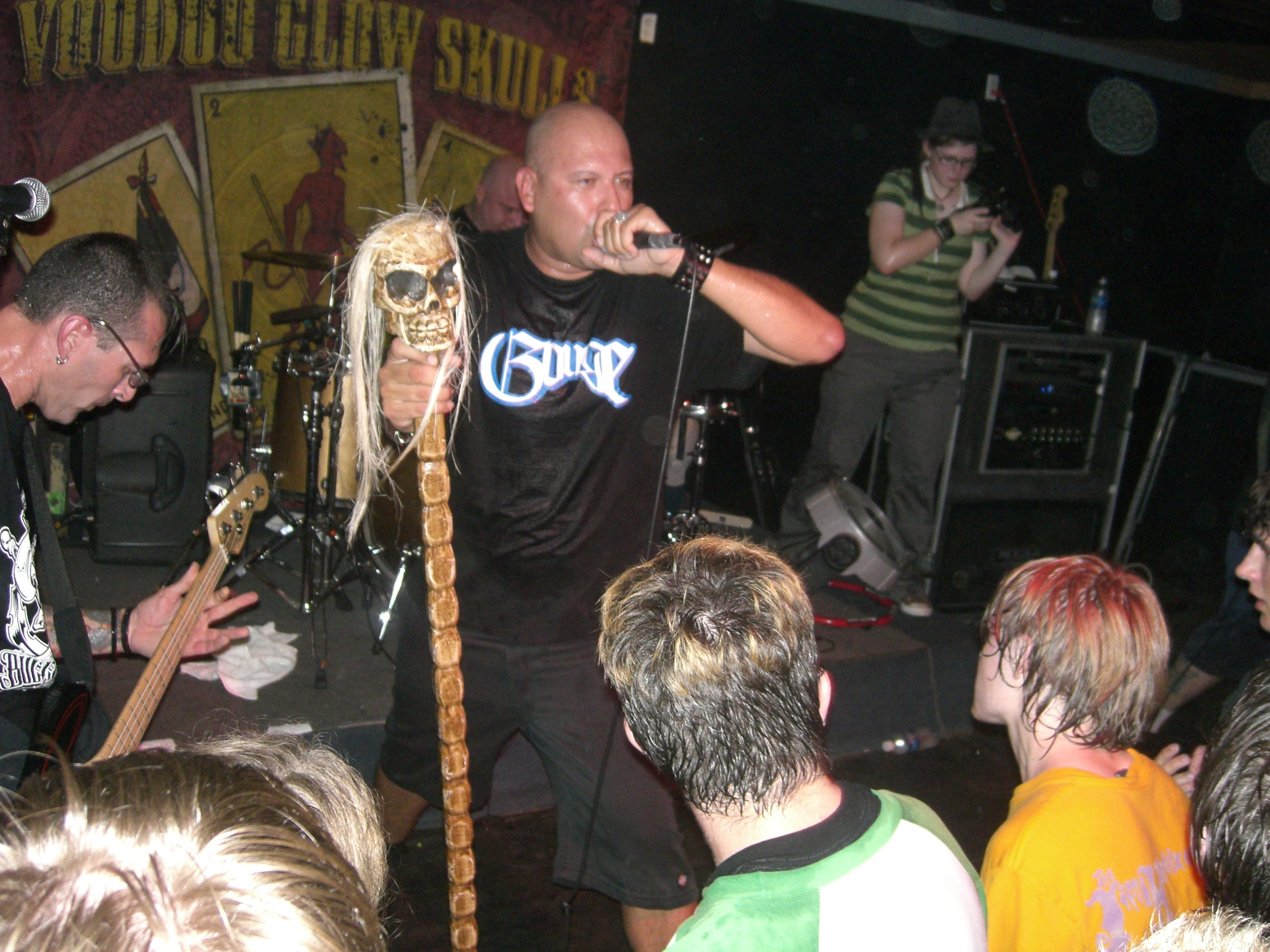
Voodoo Glow Skulls, 2006

Voodoo Glow Skulls sind eine 1988 in Riverside, Kalifornien gegründete US-amerikanische Skacore-Band und zählen mit Bands wie Operation Ivy und The Mighty Mighty Bosstones zu den Mitbegründern dieses Crossover-Stils.

## Bandgeschichte
Die drei Casillas-Brüder gründeten 1988 gemeinsam mit ihrem langjährigen Freund Jerry O’Neill die der dritten Ska-Welle zugeordnete Band. In ihren ersten Jahren traten die Voodoo Glow Skulls vor allem im kleineren Rahmen und in Hinterhöfen auf.
1991 unternahmen sie ihre erste landesweite Tournee und durften dabei als Headliner bzw. als Vorband für Gruppen wie The Offspring und No Doubt auftreten.
Zuerst unterzeichneten sie einen Vertrag beim Label Dr. Strange Records, dann bei Epitaph. Das sechste und siebte Album brachten sie bei Victory Records heraus.
Einige ihrer bislang sieben Alben seit 1993 nahm die siebenköpfige Gruppe in ihrem eigenen Studio auf, den Dog Run Studios. Auf jedem Album veröffentlicht die Band mindestens eine Ska-Coverversion eines bekannten Songs auf. Auf dem vorletzten Album „Adicción, Tradición, y Revolución“ (2004) ist z. B. eine Ska-Version des Guns-N’-Roses-Klassikers Used To Love Her enthalten.

## Musikstil und Texte
Ihr Stil wurde maßgeblich vom US-Punk, aber auch von Ska-Bands wie z. B. Hepcat oder der Thrash-Metal-Band Slayer beeinflusst. Dementsprechend spielt die Band einen sehr schnellen Ska, der oft – trotz der hektisch aufspielenden Bläsersektion – von Gitarrenkreischen und kehligem Grölen beherrscht wird. Sie selbst bezeichnen ihre Musik als California Street Music.
Ihre Texte sind sowohl auf Englisch als auch auf Spanisch, so nahmen sie das Album „Firme“ erneut komplett auf Spanisch auf. Der Inhalt der Texte, die von Frank und Eddie Casillas geschrieben werden, reicht von albernen Liebesliedern bis hin zu politischen und sozialkritischen Statements.

## Bandbesetzung
- Efrem Martinez-Schulz – Gesang, zuvor Frank Casillas
- Edgardo „Eddie“ Casillas – Gitarre
- Jorge Casillas – Bass
- Steven Reese – Schlagzeug, zuvor Jerry O’Neill
- Jose Pazsoldan – Posaune, zuvor Brodie Johnson
- Eric Skazzini – Saxophon, zuvor James Hernandez

## Diskographie

### Studioalben
- 1993: Who Is? This Is. (Dr. Strange Records)
- 1995: Firme (Epitaph)
- 1997: Baile de Los Locos (Epitaph)
- 1998: Band Geek Mafia (Epitaph)
- 2000: Symbolic (Epitaph)
- 2002: Steady As She Goes (Victory Records)
- 2004: Adicción, Tradición, y Revolución (Victory Records)
- 2007: Southern California Street Music (Victory Records)
- 2012: Break The Spell (Smelvis Records)
- 2021: Livin’ The Apocalypse (Dr. Strange Records)

### Kompilationen
- 1999: Exitos Al Carbon (Grita!/Cargo)
- 2000: The Potty Training Years (El Pocho Loco)

### DVDs
- 2004: Holmes Movies